# Patinatge artístic als Jocs Olímpics d'hivern de 1980 - Parelles
Als Jocs Olímpics d'Hivern de 1980 celebrats a la ciutat de Lake Placid (Estats Units) es disputà una prova en categoria mixta per parelles, que formà part del programa oficial dels Jocs.
Les proves es disputaren entre els dies 16 i 18 de febrer de 1980 a l'Olympic Center.

## Comitès participants
Hi participaren un total de 24 patindors de 7 comitès nacionals diferents.
| - Austràlia (2) - Canadà (2) - Estats Units (6) - RDA (4) |  | - RFA (2) - Regne Unit (2) - Unió Soviètica (6) |

## Resum de medalles
| Or                                               | Argent                                             | Bronze                              |
| Unió Soviètica Irina Rodninà · Aleksandr Zàitsev | Unió Soviètica Marina Cherkasova · Sergei Shakhrai | RDA Manuela Mager · Uwe Bewersdorff |

## Resultats
| Posició | Nom                                | CON            | PC | PL | Punts  | Places |
| ------- | ---------------------------------- | -------------- | -- | -- | ------ | ------ |
| 1       | Irina Rodninà Aleksandr Zàitsev    | Unió Soviètica | 1  | 1  | 147.26 | 9      |
| 2       | Marina Cherkasova Sergei Shakhrai  | Unió Soviètica | 2  | 2  | 143.80 | 19     |
| 3       | Manuela Mager Uwe Bewersdorff      | RDA            | 4  | 3  | 140.52 | 33     |
| 4       | Marina Pestova Stanislav Leonovich | Unió Soviètica | 3  | 4  | 141.14 | 31     |
| 5       | Kitty Carruthers Peter Carruthers  | Estats Units   | 5  | 5  | 137.38 | 46     |
| 6       | Sabine Baeß Tassilo Thierbach      | RDA            | 6  | 6  | 136.00 | 53     |
| 7       | Sheryl Franks Michael Botticelli   | Estats Units   | 7  | 7  | 133.84 | 64     |
| 8       | Christina Riegel Andreas Nischwitz | RFA            | 8  | 8  | 131.70 | 71     |
| 9       | Barbara Underhill Paul Martini     | Canadà         | 9  | 9  | 129.36 | 78     |
| 10      | Susan Garland Robert Daw           | Regne Unit     | 11 | 10 | 124.36 | 91     |
| 11      | Elizabeth Cain Peter Cain          | Austràlia      | 10 | 11 | 121.30 | 98     |
| NF      | Tai Babilonia Randy Gardner        | Estats Units   | -- | -- | --     | --     |

NF: no finalitzaren